# Liste der Baudenkmale in Schwanheide
In der Liste der Baudenkmale in Schwanheide sind alle Baudenkmale der Gemeinde Schwanheide (Landkreis Ludwigslust-Parchim) und ihrer Ortsteile aufgelistet (Stand: Januar 2021).

## Legende
In den Spalten befinden sich folgende Informationen:
- ID-Nr: Die Nummer wird von den Denkmalämtern der Landkreise vergeben. Wenn sie nicht bekannt ist, bleibt die Spalte leer. In dieser Spalte kann sich zusätzlich das Wort Wikidata befinden, der entsprechende Link führt zu Angaben zu diesem Denkmal bei Wikidata.
- Lage: die Adresse des Denkmales und die geographischen Koordinaten.
Link zu einem Kartenansichtstool, um Koordinaten zu setzen. In der Kartenansicht sind Denkmale ohne Koordinaten mit einem roten bzw. orangen Marker dargestellt und können in der Karte gesetzt werden. Denkmale ohne Bild sind mit einem blauen bzw. roten Marker gekennzeichnet, Denkmale mit Bild mit einem grünen bzw. orangen Marker.
- Bezeichnung: Bezeichnung, so wie sie in den offiziellen Listen der Denkmalämter steht. Ein Link hinter der Bezeichnung führt zum Wikipedia-Artikel über das Denkmal. Wenn die Bezeichnung der Denkmalämter inhaltlich fehlerhaft ist, ist in der Spalte „Beschreibung“ darauf hinzuweisen.
- Beschreibung: Beschreibung des Denkmales
- Bild: ein Bild des Denkmales und gegebenenfalls einen Link zu weiteren Fotos des Denkmals im Medienarchiv Wikimedia Commons

## Schwanheide
| ID | Lage                  | Bezeichnung | Beschreibung | Bild     |
| -- | --------------------- | ----------- | ------------ | -------- |
|    | Lindenallee 8 (Karte) | Gutshaus    |              | Gutshaus |

## Zweedorf
| ID | Lage                       | Bezeichnung                                         | Beschreibung                          | Bild                                           |
| -- | -------------------------- | --------------------------------------------------- | ------------------------------------- | ---------------------------------------------- |
|    | Am Dorfanger (Karte)       | Gefallenendenkmal Erster und Zweiter Weltkrieg      |                                       | Gefallenendenkmal Erster und Zweiter Weltkrieg |
|    | Im Paradies 9 (Karte)      | Hallenhaus und Scheune                              |                                       |                                                |
|    | Zur Alten Schule 3 (Karte) | Hallenhaus von 1608                                 | Bemerkung: Dendrodaten 1416 / bewohnt |                                                |
|    | Zur Alten Schule 7 (Karte) | ehemaliger Altenteiler des Hofes Zur Alten Schule 3 |                                       |                                                |
|    | Am Dorfanger (Karte)       | Gedenkstein 1813/1913 mit Eiche                     |                                       | Gedenkstein 1813/1913 mit Eiche                |